# エスロジカル
株式会社エスロジカルは、埼玉県さいたま市浦和区に本社を置くセキュリティ関連のIT企業。

## 概要
暗号化製品の提供、Webサイト改ざん検知サービスの提供、SSL証明書販売などを行っている。

## 沿革
- 2006年（平成18年）7月6日 - 設立。